# Kazuo Ueda
Kazuo Ueda (Makinohara, 20 de septiembre de 1951) es un economista y docente universitario japonés que se desempeña como el 32º Gobernador del Banco de Japón (BOJ) desde abril de 2023.  
Es profesor emérito de la Universidad de Tokio (UTokyo) y también trabajó brevemente como profesor en la Universidad de Mujeres de Kyoritsu después de su jubilación de la UTokyo en 2017. Fue decano de la Facultad de Economía de la Universidad de Tokio y presidente de la Asociación Económica Japonesa.

## Biografía
Se graduó de la Universidad de Tokio con una Licenciatura en Ciencias en Matemáticas y luego estudió en la Facultad de Economía con Hirofumi Uzawa, Ryutaro Komiya y Koichi Hamada .   En 1980, recibió su doctorado en economía del Instituto Tecnológico de Massachusetts .  Su asesor de doctorado fue Stanley Fischer.
Después de trabajar en la Universidad de Columbia Británica y la Universidad de Osaka, regresó a su alma mater en 1989 y se jubiló en 2017 para convertirse en profesor emérito. De abril de 2011 a junio de 2012, Ueda fue presidente de la Asociación Económica de Japón. 
En febrero de 2023, el primer ministro Fumio Kishida lo nominó para suceder a Haruhiko Kuroda, quien había ocupado durante mucho tiempo el cargo de gobernador del Banco de Japón. Fue una elección inesperada, ya que el puesto normalmente lo ocupa un alto funcionario del Ministerio de Finanzas o del propio banco. Ueda comenzó su mandato en abril de 2023.   El 19 de marzo de 2024, el Banco de Japón, bajo su liderazgo, decidió poner fin a la política de tipos de interés cero y al control de la curva de rendimiento.  Este fue un hito para la economía japonesa, que estuvo estancada durante mucho tiempo, ya que el tipo de interés bancario no se había elevado durante 17 años debido a la deflación o una inflación muy baja, de la que el país finalmente salió con la ayuda del aumento de la inflación mundial de 2021-2023.